# Liste der Naturdenkmale in Weingarten (Württemberg)
| Naturdenkmale | Anzahl |
| ------------- | ------ |
| FND           | 0      |
| END           | 5      |
| Gesamt        | 5      |

Die Liste der Naturdenkmale in Weingarten nennt die verordneten Naturdenkmale (ND) der im baden-württembergischen Landkreis Ravensburg liegenden Stadt Weingarten. In Weingarten gibt es insgesamt fünf als Naturdenkmal geschützte Objekte, kein flächenhaftes Naturdenkmal (FND), alle sind Einzelgebilde-Naturdenkmale (END).
Stand: 1. November 2016.

## Einzelgebilde (END)
| Name                                           | Bild | Kennung     | Einzelheiten | Position | Fläche Hektar | Datum         |
| ---------------------------------------------- | ---- | ----------- | ------------ | -------- | ------------- | ------------- |
| Eibe beim Jugendhaus                           |      | 84360823005 | Weingarten   | ⊙        | 0,0           | 24. Juli 1967 |
| Friedenslinde Kreuzung Bahnhofs-Schussenstraße | BW   | 84360823003 | Weingarten   | ⊙        | 0,0           | 22. März 1957 |
| Stieleiche 100m sö. „Mahnmal des Ostens“       | BW   | 84360823006 | Weingarten   | ⊙        | 0,0           | 31. Okt. 1969 |
| Stieleiche 200m ö. Meisterhof                  | BW   | 84360823007 | Weingarten   | ⊙        | 0,0           | 6. Okt. 1975  |
| 6 Linden auf dem Hermann-Egle-Platz            | BW   | 84360822302 | Weingarten   | ⊙        | 0,0           | 22. März 1957 |
| Legende für Naturdenkmal                       |      |             |              |          |               |               |